# Битва під Остром (1562)
Битва під Остром 8 квітня 1562 року стала першим зіткненням Філона Кміти з московськими ратниками.  
Згідно з гербовником Бартоша Папроцького, напередодні Великодня Ф. Кміта, державець Остера, розташованого неподалік Києва на лівому березі р. Десни, довідався про наближення 2 тис. росіян, що виступили із Чернігова. Маючи не більше 300 вдатних до бою людей, він, облаштувавши свій замок, виїхав на перехоплення і завдав їм поразки, причім втратив тільки двох своїх шляхтичів, «мужів добрих» — Григорія Василевича з полоцької волості та Федора Восна.    